# Aeroportul Internațional Domodedovo
Aeroportul Internațional Domodedovo (în rusă Московский аэропорт Домодедово, transliterat: Moskovski Aeroport Domodedоvo) este un aeroport internațional localizat în apropierea orașului Domodedovo, Regiunea Moscova, Rusia la 42 de km sud sud-est de centrul Moscovei. Domodedovo este cel mai mare aeroport din Rusia în ceea ce privește traficul de pasageri și de marfă (22,25 milioane de pasageri au utilizat aeroportul în 2010, ceea ce reprezintă o creștere cu 19,2% față de 2009).

## Legături extene
Materiale media legate de Aeroportul Internațional Domodedovo la Wikimedia Commons
- Domodedovo International Airport Homepage en  ru
- Aeroexpress service en  ru
- Starea vremii pentru UUDD la NOAA/NWS
- Istoria accidentelor pentru DME la Aviation Safety Network
- Aeroportul Internațional Domodedovo (fotografii) ru